# Queensbury (New York)
Queensbury è un comune statunitense, capoluogo della contea di Warren, nello stato di New York. La popolazione cittadina al censimento del 2010 ammontava a 27 901 abitanti.. Divenne capoluogo della contea nel 1963 al posto di Lake George.
La città si trova nell'angolo sudorientale della contea e fa parte della Glens Falls Metropolitan Statistical Area. Deve il proprio nome alla regina d'Inghilterra Carlotta, consorte del re Giorgio III. Sebbene si trovi principalmente a nord di Glens Falls, Queensbury la circonda su tre lati. Il parco "The Great Escape & Splashwater Kingdom", della catena Six Flags si trova a nord-ovest di Queensbury. La stazione sciistica di West Mountain si trova nella parte sud-ovest della città.

## Storia
I maggiori sforzi per l'insediamento iniziarono nel 1762 con la Queensbury Patent, intestata ai coloni quaccheri per trasferirsi nella zona detta "Township of Queensbury" l'anno successivo. I quaccheri la lasciarono durante la guerra d'indipendenza americana e vi tornarono nel 1783 quando vi terminarono le ostilità.
Nel 1786 la città fu reistituita come "città di Queensbury". Nel 1788 essa comprendeva tutto il territorio che oggi va sotto il nome di contea di Warren. Nel 1792 essa perse parte del suo territorio con la formazione della città di Fairfield (Lake Luzerne) e di nuovo nel 1810 con la creazione della città di Caldwell (Lake George).
Nel 1908 il villaggio di allora , Glens Falls, fu creato città e divenne una municipalità separata. La popolazione di Queensbury ha superato quella di Glens Falls fin dal censimento del 1980.
Nel 2003, con l'autorizzazione di Queensbury, Glens Falls annetté circa due chilometri quadri del territorio di Queensbury. La terra, nota come Campo dei Veterani o Northway Industrial Park, si trova sulla Veterans Road tra Luzerne Road e Sherman Avenue
La Sanford House e la Asa Stower House sono iscritte nel Registro nazionale dei luoghi storici.